# Nasljednost autizma
Nasljednost autizma izvor je kontroverza oko uzroka autizma. Iako postoji konsenzus oko upletenosti genetika u uzrokovanju autizma, postoje velika neslaganja oko toga na koji način genetika sudjeluje u autizmu. Jedni smatraju da je stanje autizma genetski determinirano i kao takvo neizbježno, dok drugi zastupaju ideju kako autizam uzrokuju okolišni čimbenici koji potom utječu na genetski materijal.
Studije s identičnim blizancima pokazuju nasljednost autizma u rangu između 0.36 i 0.957, sa slaganjem za širi fenotip obično pronađen na višem kraju ranga. 
Suglasnost autizma kod blizanaca i bratskih blizanaca je između 0% i 23.5%. To je više otprilike 2%-4% za klasični autizam i 10%-20% za širi spektar. S pretpostavkom prevalencije kod opće populacije od 0.1%, rizik od klasičnog autizma u blizanaca je 20- do 40- preklapanja, od opće populacije.
Istraživači naglašavaju da je autizma među najnasljednijim od svih neuroloških stanja.